# 상남초등학교 (밀양시)
상남초등학교는 대한민국 경상남도 밀양시 상남면 동산리에 있는 공립 초등학교이다.

## 학교 연혁
- 1928.05.27 상남공립보통학교 개교
- 1936.04.28 기산간이학교 설립 인가
- 1951.09.01 남산분교장 설립 인가
- 1969.10.06 오산분교장 설립 인가
- 1982.03.10 병설유치원 개원
- 1985.09.15 본관 8개 교실 준공
- 1988.05.29 개교 60주년 기념행사
- 1996.03.01 상남초등학교로 교명 변경
- 1998.09.01 오산분교장, 남산분교장 본교 통합
- 2003.08.15 과학실 현대화 사업 실시
- 2004.03.01 도서실 현대화 사업 실시
- 2007.03.01 특수학급 개설
- 2012.03.01 제35대 장창표 교장 취임
- 2015.02.17 제86회 졸업(여 5명, 계 5명 총 7,484명 졸업)

## 참고 자료
- 상남초등학교 - 한국교육학술정보원 학교알리미